# Pellikel
Pellikel är den skyddande film av saliva komponenter och glykoproteiner, som binder till tandens yta och skyddar mot bakteriers angrepp.
Pellikeln fungerar även som ett fäste för bakterier som har förmågan att binda sig fast till de olika beståndsdelarna i pellikeln.
Bildningen av pellikeln och inbindningen av mikroorganismer är de första stegen i utvecklingen av plack.
Glykoproteiner i saliv fäster mot den rengjorda tandens yta, genom att glykoproteinerna är negativ laddade så attraheras de till Ca2+ -jonerna i emaljens hydroxyapatit. Det är bland annat statherin, prolin-rika proteiner och α-amylas. Dessa utgör då pellikeln. 